# Ateuchus earthorum
Ateuchus earthorum är en skalbaggsart som beskrevs av Kohlmann och M. Alma Solis 2009. Ateuchus earthorum ingår i släktet Ateuchus och familjen bladhorningar. Inga underarter finns listade.